# Cheers
Cheers – pierwszy studyjny album amerykańskiego rapera Obiego Trice’a wydany 23 września 2003. Na Cheers gościnnie pojawiają się m.in. Busta Rhymes, Eminem, Dr. Dre, Nate Dogg oraz 50 Cent.

## Lista utworów
Opracowano na podstawie źródła.
| Nr | Tytuł                | Gościnnie                              | Producent              | Czas |
| -- | -------------------- | -------------------------------------- | ---------------------- | ---- |
| 1  | "Average Man"        |                                        | Eminem, Luis Resto     | 4:16 |
| 2  | "Cheers"             |                                        | Eminem                 | 3:34 |
| 3  | "Got Some Teeth"     |                                        | Eminem, Luis Resto     | 3:47 |
| 4  | "Lady"               | Eminem                                 | Eminem, Luis Resto     | 4:45 |
| 5  | "Don't Come Down"    |                                        | Eminem, Emile          | 5:11 |
| 6  | "The Set Up"         | Nate Dogg                              | Dr. Dre, Mike Elizondo | 3:13 |
| 7  | "Bad Bitch"          | Timbaland                              | Timbaland              | 4:09 |
| 8  | "Shit Hits the Fan"  | Dr. Dre, Eminem                        | Dr. Dre, Mike Elizondo | 4:53 |
| 9  | "Follow My Life"     |                                        | Fredwreck, Eminem      | 3:55 |
| 10 | "We All Die One Day" | Eminem, 50 Cent, Lloyd Banks           | Eminem                 | 5:29 |
| 11 | "Spread Yo Shit"     | Denaun Porter                          | Denaun Porter          | 4:03 |
| 12 | "Look in My Eyes"    | Nate Dogg                              | Dr. Dre, Mike Elizondo | 4:50 |
| 13 | "Hands on You"       | Eminem                                 | Eminem                 | 5:12 |
| 14 | "Hoodrats"           |                                        | Emile, Eminem          | 4:12 |
| 15 | "Oh!"                | Busta Rhymes                           | Dr. Dre, Mike Elizondo | 4:30 |
| 16 | "Never Forget Ya"    |                                        | Eminem                 | 4:27 |
| 17 | "Outro"              | Eminem, Swifty, Kuniva, Proof, Bizarre | Eminem                 | 4:02 |

## Użyte sample
- "Got Some Teeth"
  - Eminem – "Without Me"
  - Eminem & Obie Trice – "Drips"

- "Don't Come Down"
  - Quincy Jones & Tata – "When You Believe"

- "Follow My Life"
  - The Notorious B.I.G. – "Big Poppa"

- "Spread Yo Shit"
  - D12 – "Blow My Buzz"